# Grabern
Grabern là một thị trấn ở huyện Hollabrunn trong bang Niederösterreich, ở nước Áo. Đô thị này có diện tích 30,94 km², dân số năm 2001 là 1357 người.